# Beida Chi
Beida Chi (kinesiska: 北大池) är en sjö i Kina. Den ligger i den autonoma regionen Inre Mongoliet, i den norra delen av landet, omkring 480 kilometer sydväst om regionhuvudstaden Hohhot. Beida Chi ligger 1 291 meter över havet. Arean är 6,7 kvadratkilometer. Trakten runt Beida Chi består i huvudsak av gräsmarker. Den sträcker sig 3,7 kilometer i nord-sydlig riktning, och 3,1 kilometer i öst-västlig riktning.
Genomsnittlig årsnederbörd är 368 millimeter. Den regnigaste månaden är juli, med i genomsnitt 92 mm nederbörd, och den torraste är december, med 1 mm nederbörd.